# Sydcikoria
Sydcikoria, endiv, endivia eller endivesallat (Cichorium endivia) är en ört vars blad äts som grönsak, till exempel i sallader. Man började odla dem på 1830-talet i Belgien. Frankrike är det land som odlar mest endiver. 
Den är släkt med cikoria.